# Дешен
Дешен (словен. Dešen) — поселення в общині Моравче, Осреднєсловенський регіон, Словенія. 
Висота над рівнем моря: 644,6 м.